# Fatima Ezzahra Gardadi
Fatima Ezzahra Gardadi (in arabo فاطمة الزهراء غردادي‎?; 20 marzo 1992) è una maratoneta marocchina, medaglia di bronzo ai mondiali di Budapest 2023.

## Biografia
Dopo essersi dedicata nelle categorie giovanili al mezzofondo e aver conquistato la medaglia di bronzo nei 500 metri piani nel 2019 e la medaglia d'oro nei 10000 metri piani nel 2021 ai campionati arabi di atletica leggera, nel 2022 ha fatto il suo debutto sulla distanza della maratona classificandosi prima alla maratona di Marrakech. L'anno successivo alla maratona di Rabat ha ottenuto la prestazione necessaria per partecipare ai campionati mondiali di Budapest 2023, dove ha conquistato la medaglia di bronzo, poco dopo aver conquistato la medaglia di bronzo nella mezza maratona ai campionati arabi di atletica leggera.
Nel 2024 si è classificata seconda alla maratona di Xiamen.

## Progressione

### Mezza maratona
| Stagione | Tempo    | Luogo     | Data       | Rank. Mond. |
| -------- | -------- | --------- | ---------- | ----------- |
| 2021     | 1h10'28" | Tamesna   | 5-12-2021  | 108ª        |
| 2020     | 1h13'45" | Marrakech | 26-1-2020  | 287ª        |
| 2019     | 1h13'45" | Tamesna   | 10-11-2019 | 263ª        |
| 2016     | 1h17'36" | Rabat     | 13-3-2016  | 884ª        |

### Maratona
| Stagione | Tempo    | Luogo     | Data      | Rank. Mond. |
| -------- | -------- | --------- | --------- | ----------- |
| 2024     | 2h24'12" | Xiamen    | 7-1-2024  | 25ª         |
| 2023     | 2h25'03" | Rabat     | 30-4-2023 | 131ª        |
| 2022     | 2h25'07" | Marrakech | 15-5-2022 | 113ª        |

## Palmarès
| Anno | Manifestazione            | Sede      | Evento          | Risultato | Prestazione | Note |
| ---- | ------------------------- | --------- | --------------- | --------- | ----------- | ---- |
| 2017 | Giochi della Francofonia  | Abidjan   | 5000 m piani    | dnf       | dnf         |      |
| 2017 | Giochi della Francofonia  | Abidjan   | 10000 m piani   | 5ª        | 35'51"41    |      |
| 2019 | Campionati arabi          | Il Cairo  | 5000 m piani    | Bronzo    | 17'37"28    |      |
| 2021 | Campionati arabi          | Radès     | 5000 m piani    | 4ª        | 16'58"40    |      |
| 2021 | Campionati arabi          | Radès     | 10000 m piani   | Oro       | 34'58"10    |      |
| 2023 | Campionati arabi di cross | Il Cairo  | Corsa campestre | 4ª        | 33'55"      |      |
| 2023 | Campionati arabi          | Marrakech | Mezza maratona  | Argento   | 1h17'05"    |      |
| 2023 | Mondiali                  | Budapest  | Maratona        | Bronzo    | 2h25'17"    |      |
| 2024 | Giochi olimpici           | Parigi    | Maratona        | 11ª       | 2h26'30"    |      |

## Campionati nazionali
- 1 volta campionessa marocchina assoluta dei 5000 metri piani (2019)

2010
- Argento ai campionati marocchini under 20, 800 m - 2'16"89

2011
- Bronzo ai campionati marocchini assoluti, 1500 m - 4'29"39
- Argento ai campionati marocchini under 20, 1500 m - 4'32"16

2014
- 14ª ai campionati marocchini assoluti, 800 m - 2'15"58
- 12ª ai campionati marocchini assoluti, 1500 m - 4'36"60

2016
- Argento ai campionati marocchini assoluti, 10000 m - 36'48"42

2019
- Oro ai campionati marocchini assoluti, 5000 m - 16'50"13

## Altre competizioni internazionali
2020
- 6ª alla mezza maratona di Marrakech ( Marrakech, 26 gennaio 2020) - 1h13'45"

2022
- Oro alla maratona di Marrakech ( Marrakech, 15 maggio 2022) - 2h25'07"

2024
- Argento alla maratona di Xiamen ( Xiamen, 7 gennaio 2024) - 2h24'12"